# 佩爾辛體育場
佩爾辛體育場（Stade Pershing）曾是位於法國巴黎万塞讷森林的一座多功能體育場。該體育場主要用於足球比賽，並曾四度舉辦法國盃決賽。它曾於1919年舉辦同盟國運動會（Inter-Allied Games），並於1922年舉辦第一屆女子世界運動會。此外，該體育場還承辦1924年夏季奧運會足球比賽中的部分比賽。體育場的最大容納量曾達29,000名觀眾，於1919年啟用，並於1960年關閉。

## 歷史
體育場的建設最初由一家法國公司承包，但因勞資糾紛導致工程停滯。此時美國陸軍工程師介入並完成了建設。 該體育場舉辦了同盟國運動會，隨後作為禮物由美國贈予法國。在1919年6月22日的啟用儀式上，基督教青年會秘書長愛德華·克拉克·卡特（Edward Clark Carter）將體育場移交給第一次世界大战時任美國遠征軍總司令約翰·佩爾辛將軍，隨後佩爾辛將體育場的所有權立即轉交給法國海軍部長喬治·萊格。
1933年12月，佩爾辛體育場舉行了一場展覽賽，由英格蘭國家橄欖球隊對陣澳大利亞國家橄欖球隊，最終澳大利亞隊以63比13大勝。這場比賽是澳大利亞隊1933–34年巡迴賽的一部分，並啟發法國橄欖球發展。

### 拆除與改造
原有體育場在1960年代被拆除，之後體育場改建為一個綜合多項運動場地，包括一座足球場、一個籃球場、一個排球場、兩個手球場、兩個棒球場以及一個壘球場。此外一條六跑道的田徑跑道環繞著足球場。  
其中一個棒球場地曾是法國國家隊隸屬於國立體育研究院（INSEP）的訓練基地，直到2000年代初為止。如今這些選手已不再隸屬於該機構，但該體育場仍是參加法國棒球菁英聯賽的巴黎大學俱樂部（PUC）棒球隊的主場。PUC曾於2013年5月在此體育場舉辦法國棒球挑戰賽。最終，魯昂哈士奇隊以9比7擊敗塞納特聖殿騎士隊奪冠。  
2015年6月，該體育場由PUC主辦2015年歐洲棒球盃。  

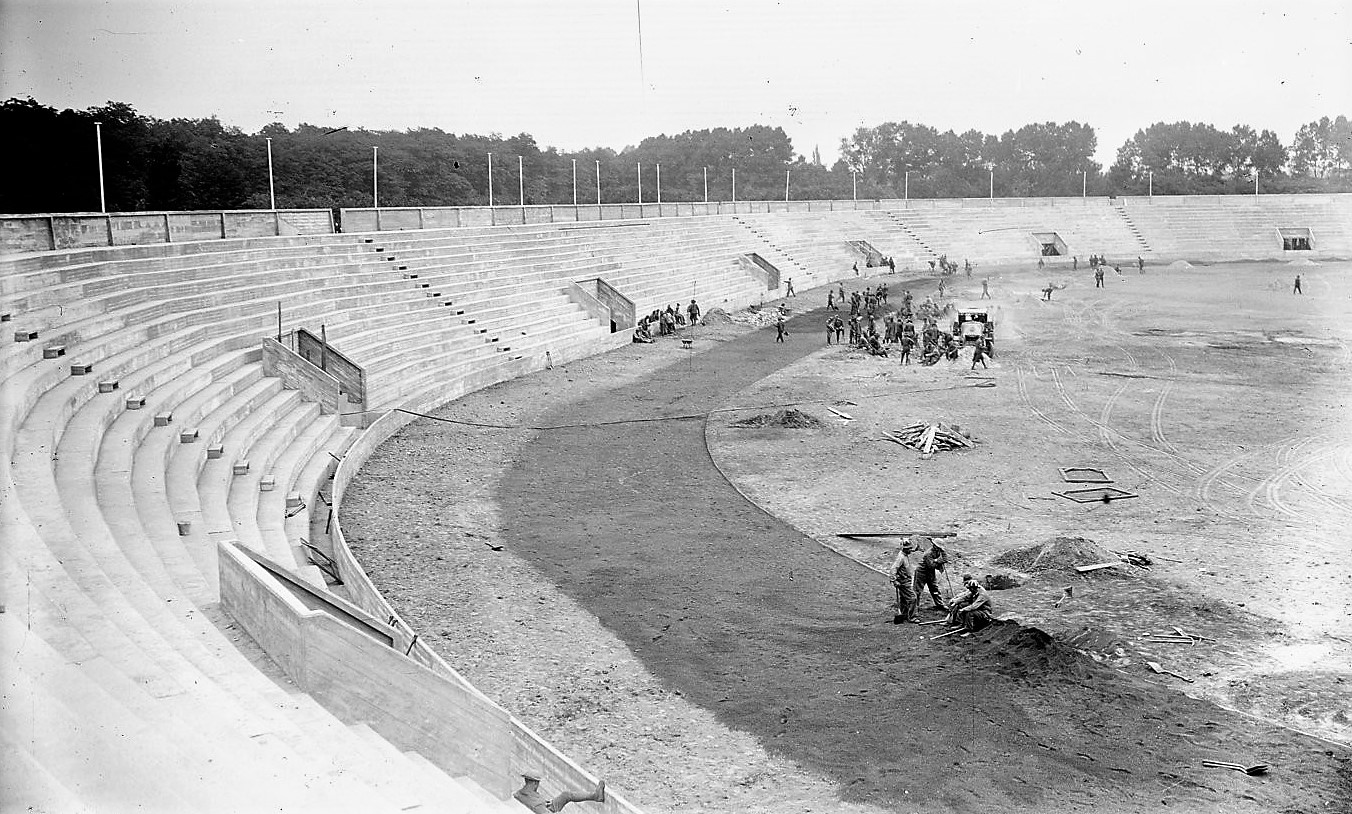
1919年6月18日，佩爾辛體育場的建設與佈置。
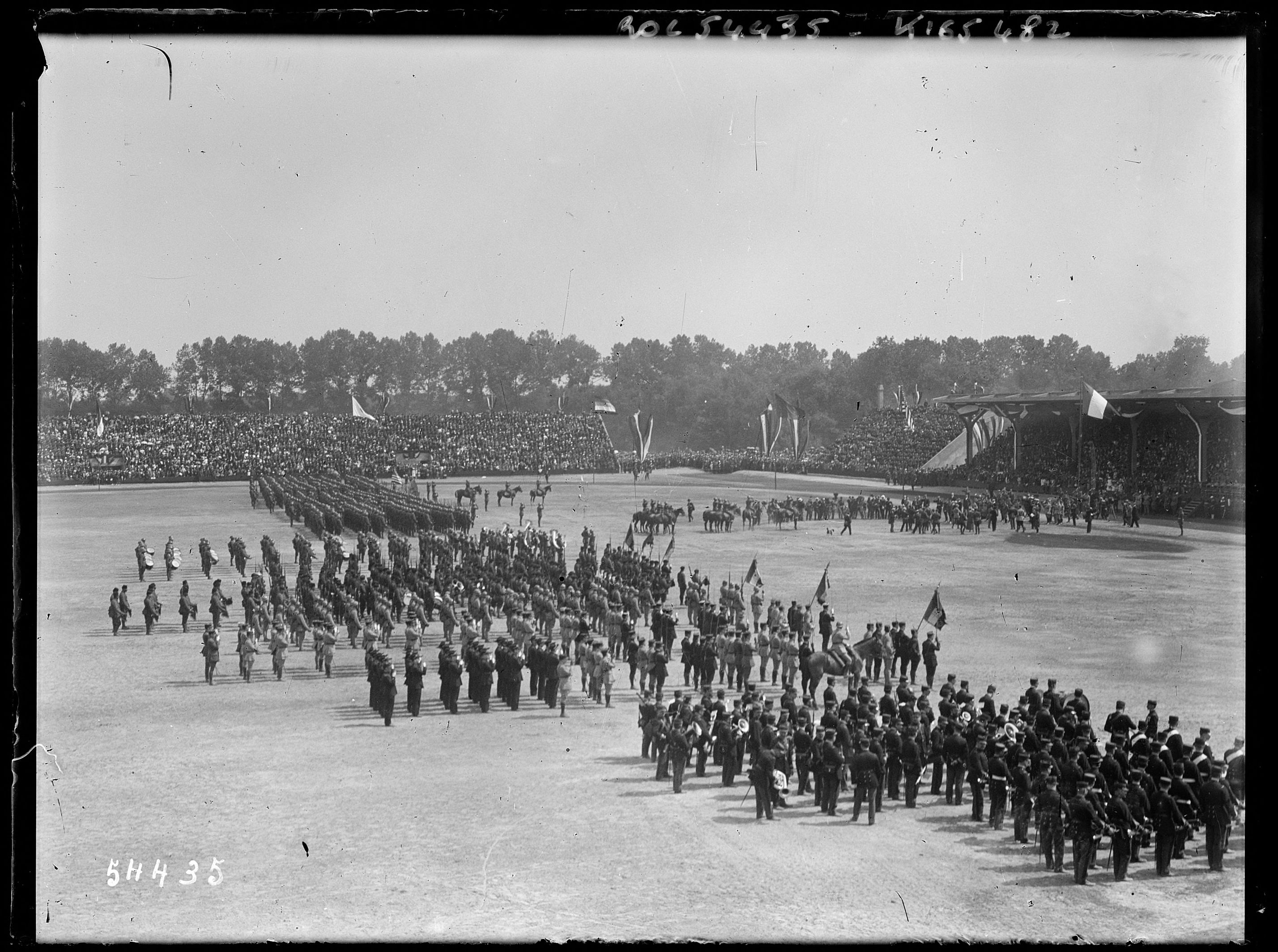
1919年6月22日，佩爾辛體育場在巴黎文森森林的啟用儀式。
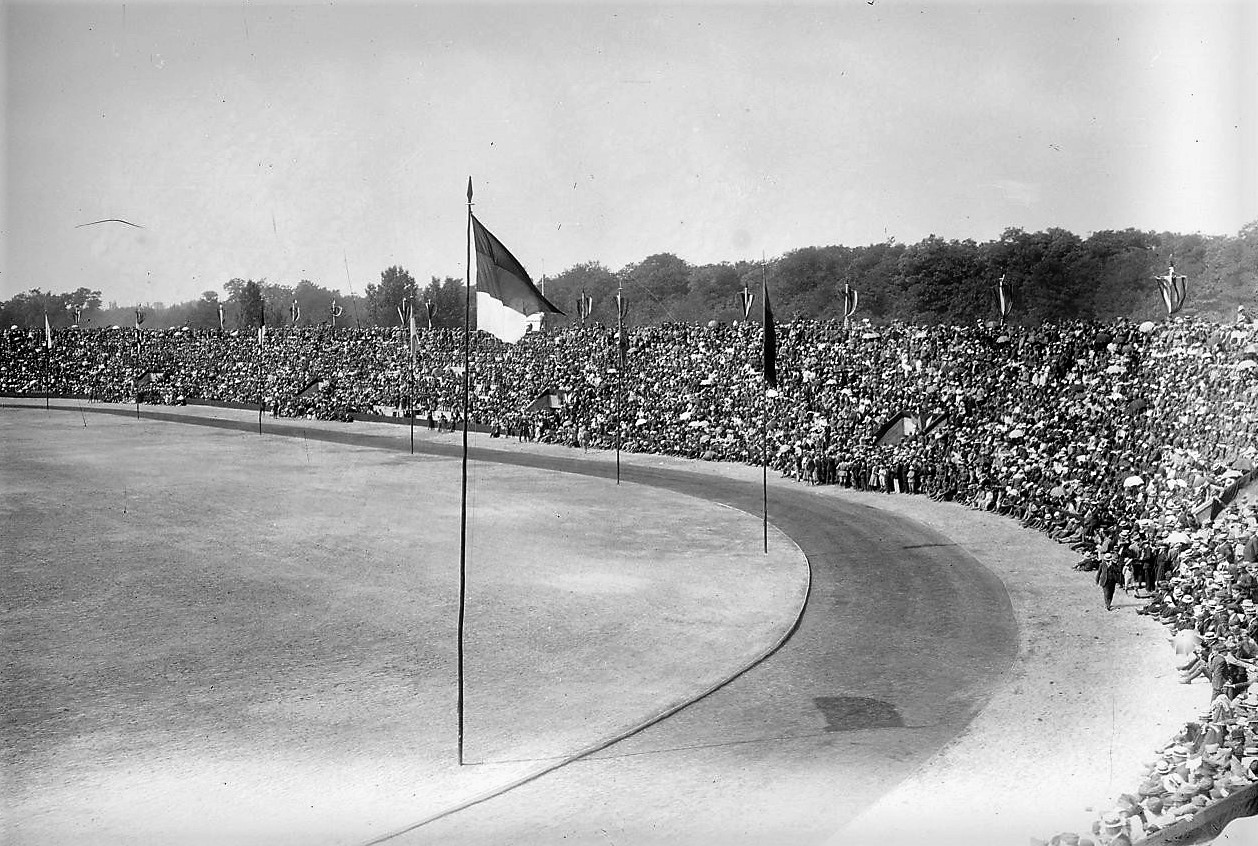
1919年，從南看台俯瞰佩爾辛體育場的全景。
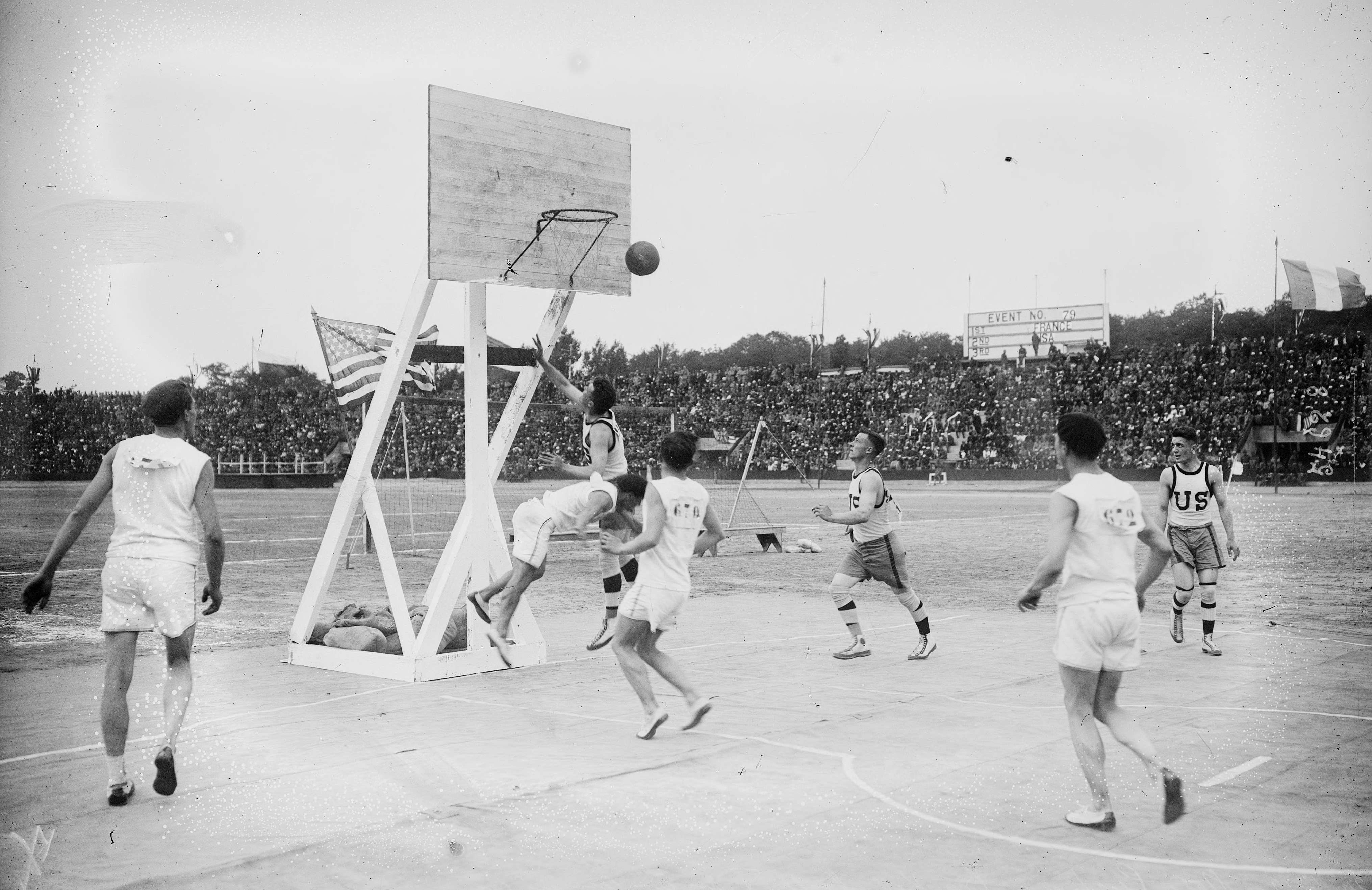
1919年盟軍運動會期間，美國與法國的籃球比賽。
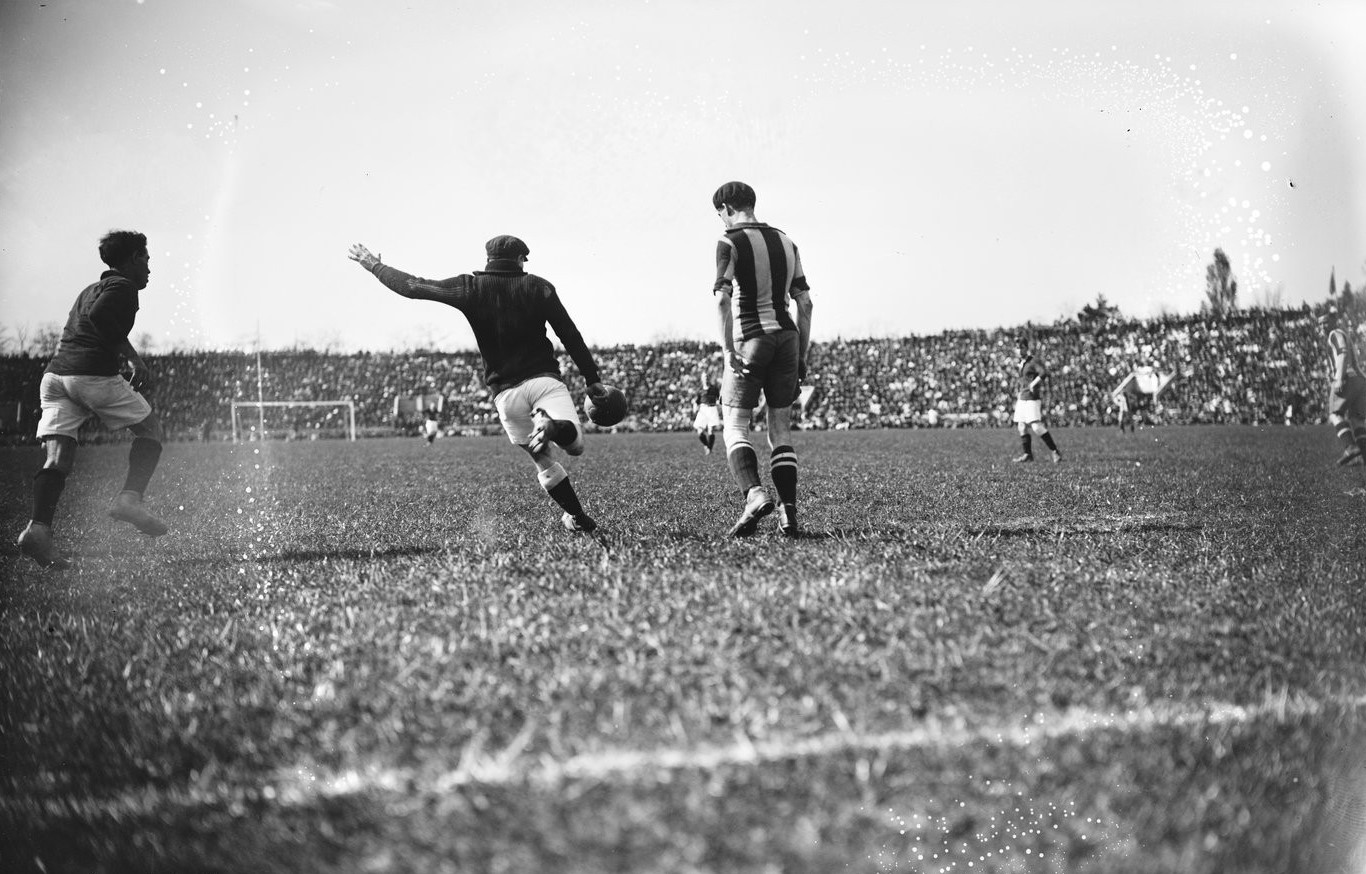
1922年7月23日，巴黎佩爾辛體育場舉行的足球比賽。

48°49′49″N 2°27′23″E / 48.83028°N 2.45639°E